# На графских развалинах (фильм)
«На гра́фских разва́линах» — советский фильм по мотивам одноимённой повести А. Гайдара. Премьера состоялась 24 марта 1958 года.
Съёмки проходили на территории ярополецкой усадьбы Гончаровых-Загряжских.
В пробах на главную роль участвовал Николай Бурляев.

## Сюжет
Во время Гражданской войны мальчик Дергач потерял своих родителей и спустя годы попал под влияние бандитов, ищущих клад, спрятанный в развалинах имения, принадлежавшего покойному графу — отцу одного из них. Мальчик, вместе со своими друзьями — почти ровесниками Яшкой и Валькой (они немного младше), противостоит бандитам, в конце концов помогая чекистам их обезвредить.

## В ролях
- Владимир Сошальский — Граф
- Борис Новиков — Хрящ, бандит
- Георгий Гумилевский — Нефёдыч, Максим Нефёдович Бабушкин, отец Яшки
- Инна Фёдорова — Мать Яшки
- Толя Новиков — Дергач, Митька Ёлкин, беспризорник
- Валя Ерофеев — Яшка
- Сеня Морозов — Валька

### В эпизодах
- Владимир Трошин — боец ЧОН, гармонист-певец в вагоне-теплушке
- Геннадий Сергеев — исполнитель куплетов про «налётчиков»
- Елизавета Кузюрина — соседка Бабушкиных, хозяйка кур
- Е. Федоренко
- Евгения Лыжина
- И. Кедо
- А. Новиков
- Вадим Гусев
- Надежда Ефимова — торговка
- Валерий Пушкарёв — бородатый мужик
- Антонина Богданова — (нет в титрах)

## Съёмочная группа
- Сценарий Игоря Болгарина, Владимира Скуйбина
- Постановка режиссёра Владимира Скуйбина
- Оператор — Пётр Сатуновский
- Художник — Леонид Чибисов
- Звукооператор — Инна Зеленцова
- Композитор — Михаил Меерович
- Текст песен — Евгений Евтушенко
- Художественный руководитель — Абрам Роом

В начале фильма звучит «Песня солдата» в исполнении Владимира Трошина.